# TE136型柴油机车
TE136型柴油机车（俄语：ТЭ136）是苏联铁路的大功率干线货运柴油机车车型之一，也是苏联第一种单机功率达到6000马力的货运柴油机车，由位于乌克兰的伏罗希洛夫格勒内燃机车制造厂设计制造，于1984年研制成功。

## 发展历史

### 背景
1960年代初，随着苏联铁路运输量的大幅增长，由此产生了对新型大功率干线柴油机车的需求，根据当时苏联的干线柴油机车发展规划，提出的机车功率等级为2000、3000、4000、6000马力。当时苏联国内功率最大的干线柴油机车是2TE10L型机车，仍装用3000马力的10D100型二冲程柴油机及直流电传动装置，进一步发掘其提高功率的潜力是十分困难的，因此苏联的铁路科研部门决定开发新一代的四冲程柴油机，作为新型大功率柴油机车的动力来源。1966年，科洛姆纳内燃机车制造厂成功研制了Д49型四冲程柴油机（16ЧН-26/26）。
1967年，卢甘斯克机车制造厂（1971年至1989年称为伏罗希洛夫格勒内燃机车制造厂）试制了首台装用1А-5Д49型柴油机的TE109型柴油机车，柴油机装车功率为3000马力，也是苏联第一种采用交—直流电传动装置的柴油机车。1971年，伏罗希洛夫格勒内燃机车制造厂研制了2TE116型干线货运柴油机车，计划作为2TE10型柴油机车的换代产品，单机功率等级同样为3000马力，但采用了先进的Д49型四冲程柴油机、交—直流电传动装置和无导框式标准转向架。根据最初的技术规划，2TE116型柴油机车实际上是为研制更大功率机车的过渡阶段产品，因此柴油机装车功率仅为3060马力（16个气缸），单缸功率约为190马力；而在未来随着柴油机强化程度的提高，柴油机功率应进一步提升为4000马力（16个气缸）、单缸功率250马力，以及6000马力的20气缸柴油机，单缸功率可达到300马力。1978年，伏罗希洛夫格勒工厂又研制了8000马力的2TE121型双节式柴油机车，采用了4000马力的2В-5Д49型柴油机、整体承载式车体、架悬式转向架、囊式司机室等一系列崭新的技术。

### 研制
成功研制2TE121型机车之后，下一步就是开发6000马力的单节式柴油机车，新机车被称为TE136型。根据全苏铁道运输科学研究院在1980年代初的计算，为了满足重载运输需求，苏联铁路的干线货运柴油机车应该有至少40%装用6000马力柴油机。如果采用与2TE121型机车相同的牵引电动机，这种大功率柴油机车应当至少具有8根车轴，以尽可能发挥较大的粘着牵引力。而在当时苏联已经成功研制了单节八轴的TEM7型调车机车，采用具有中间构架的四轴转向架，并获得了良好的使用效果。但伏罗希洛夫格勒工厂并没有直接沿用这种四轴转向架，而是自行研制了新型的下纵向牵引梁式四轴转向架，取消了笨重的中间构架结构。动力装置方面，机车采用了由科洛姆纳内燃机车制造厂研制1-1Д49型大功率柴油机，装车功率达到6000马力，这种柴油机在此之前已经在TEP75型客运柴油机车上试用。
TE136型柴油机车设计使用条件为温带和寒带气候，构造速度为100公里/小时，轴重为25吨，起动牵引力及持续牵引力分别为588千牛、470千牛，机车可以在9‰的限制坡道上，可靠地牵引4200～9000吨的货物列车。TE136型机车的单位有效马力重量为38.3吨，基本符合苏联国家标准对干线内燃机车规定的单位马力重量，也是当时世界上同功率等级柴油机车中最低的。按照设计构想，一台单节式的TE136型柴油机车能够顶替一台双节式的2TE10V、2TE116型柴油机车，不仅能够大幅延长机车检修周期，还能节省燃油消耗。

### 试验
1984年，伏罗希洛夫格勒工厂试制了首台TE136型柴油机车（TE136-0001），并在顿湟茨克铁路局进行了试运行。1985年，这台机车在伏罗希洛夫格勒—莫斯科—列宁格勒之间进行了试运行，并送往全苏铁道运输科学研究院位于莫斯科州谢尔宾卡的环形铁道试验基地进行性能试验。TE136-0001号曾经作为当时苏联铁路的最新技术成就而先后多次在展览会上展出。1984年，为了纪念苏联铁路内燃机车发展60年，机车被送往莫斯科里加车站和列宁格勒公开展示。1986年，机车在环形铁道举行国际铁路运输展览会展出。此后，又参加了1987年的苏联国民经济成就展，在其中的“机械工程——十月革命70周年纪念”专题展览中展出。
在试验过程中，逐步发现了TE136型机车的一些结构上的不足之处，柴油机空气起动系统还不能保证曲轴达到开始向气缸喷油点火所必需的转速，有时被迫使用乙醚来起动柴油机。另外，由于下纵向牵引梁的位置较低，对牵引电动机的检查与更换造成不便。后来，伏罗希洛夫格勒工厂又生产了TE136-0002号机车，但因为它未被列入产品目录，这台机车并未交付试验。TE136-0002号机车首次试验了具有导向轮对的转向架，这种结构后来亦用于2TE126型机车。
不久之后，随着突如其来的苏联解体，独联体国家的铁路运输生产均面临严重滑坡，在运量剧减、财政窘迫的情况下，原本为重载运输而设计的大功率柴油机车亦变得毫无用处，关于这些机车的研究和改进也被迫停止。结果，TE136、2TE126、2TE136型柴油机车在当时的环境下都成为了一堆废铁。两台TE136型机车被送返卢甘斯克机车厂封存。1997年7月，两台报废的TE136型机车连同另外一台TE127型机车，作为废铁出售给一家立陶宛废料处理公司并拆解。

## 技术特点

### 总体结构
TE136型柴油机车是苏联第一种单节八轴的干线货运柴油机车，车体结构采用了整体承载式焊接结构，车体由车架、侧墙、司机室、上弦梁、下弦梁等部件焊接成一个完整的箱形结构。车体主要承载构件的结构与2TE121型机车相似，底架和车体结构中广泛采用低合金钢焊接结构，底架由厚度为4～6毫米的的箱形截面纵向侧梁组成，侧梁之间用钢板联结，其中的空间亦是中央通风冷却系统的送风道。TE136型机车车体的特点为采用了大容量承载式燃油箱，满足了车体结构轻量化的要求，采用承载结构后的燃油箱容量达到8000公斤。车体上部由前至后分别为第一司机室、高压室、柴油机室、冷却室及第二司机室。底架中部吊挂着总风缸及蓄电池箱。除了司机室之外车体其他部分的铝制顶盖均为可拆式，以方便组装及维修。
TE136型机车沿用了集中式中央通风冷却系统，由柴油机曲轴驱动的轴流式风扇，通过车体侧壁的百叶窗及空气滤清装置抽入冷风，经过通风支路为牵引发电机、牵引电机、整流装置进行冷却，中央通风冷却系统具有空气流量大、空气过滤效果好、减少辅助功率消耗等优点。全车所有通风机均采用鼠笼式三相异步电动机驱动。

### 柴油机
TE136型机车装用一台1-20ДГ型柴油发电机组，包括一台1-1Д49型大功率柴油机及一台A-716型牵引发电机组。1-1Д49型柴油机（苏联国家标准GOST型号为20ЧН26/26）由科洛姆纳内燃机车制造厂设计制造，是Д49型柴油机的系列产品之一，并采用了具有加强型轴瓦的锻钢曲轴、钢质气缸水套和其他已经在Д49系列柴油机上所作出的一系列改进结构。1-1Д49型柴油机是20气缸、四冲程、二级增压带中间冷却的V型中速柴油机，气缸直径为260毫米，活塞行程为260毫米，额定转速为每分钟1000转，装车功率为6000马力（4,412千瓦），单位燃料消耗量为158～166克/有效马力·小时。柴油机采用了二级增压系统，第一级是单级轴流式废气涡轮增压器，第二级是由离心式鼓风机组成的单级机械增压器，每级增压器均设有增压空气中间冷却器（中冷器）。柴油机具有两条废气排放管，分别对应两排气缸。柴油机整体净重22,600公斤。
由于大功率柴油机启动负荷较大，TE136型机车使用柴油机空气启动系统。机车起动时，由起动风缸和起动风泵提供压缩空气，高压空气经空气分配器和启动阀按柴油机点火顺序流入气缸并推动活塞，当曲轴达到稳定转速后停止供气，同时喷油泵供油点火，从而完成启动程序。柴油机的冷却水系统分为高温冷却水系统及低温冷却水系统。高温水系统是柴油机冷却水的系统，而低温水系统是为机油热交换器及中冷器而设的冷却水系统。冷却装置由散热器单节与风扇组成，冷却水带出的热能在散热器中传给空气而冷却，电动风扇叶轮直径为1.7米。

### 传动系统
机车传动装置采用交—直流电传动，柴油机通过盘式联轴器直接驱动一台三相交流同步牵引发电机，经硅整流装置转换成直流电后，供给八台牵引电动机。牵引发电机与辅助发电机采用整合式设计，机车采用由哈尔科夫重型电机厂设计制造的A-716型牵引发电机组，是由设在同一焊接机座内的两台同轴的同步发电机组成，机组总重10000公斤，电机冷却方式为强迫通风。
牵引发电机为凸极式三相交流他励同步发电机，额定功率为4000千瓦；额定电压为394伏（2×3160安培），最高输出电压为670伏（2×1759安培），额定频率为100赫兹。辅助发电机为一台自励同步发电机，额定功率为500千瓦；额定电压为360伏（2×640安培）。两台发电机的定子均为两组星形接法的三相绕组，定子绕组的磁极铁心采用H级绝缘，转子绕组为F级绝缘。辅助发电机用于为机车上的辅助机械包括通风机、油泵、水泵等设备供电，同时经过整流为直流电后给牵引发电机励磁。此外，由于柴油机采用了空气启动，因此TE136型机车取消了传统的启动发电机，控制、照明和蓄电池充电电路均由辅助发电机经过辅助整流器提供。
牵引发电机发出的三相交流电由УВКТ-11型硅整流装置转换成直流电，整流装置设有二组并联的三相桥式整流电路，整流器内的二极管是装在每一桥臂共用的散热器上，而散热器同时亦作为直流母线使用。整流电路每一桥臂由14个并联的整流二极管组成，全套整流装置共有168个二极管元件，额定功率为4412千瓦，额定输出电压为1000伏（5400安培）。整流装置内还设有防止内部短路的快速熔断器及警示信号系统。
牵引电动机采用ЭД-126型六极串励直流牵引电动机，额定功率为409千瓦，额定电压为548伏（820安培），最高工作电压为725伏（620安培），额定转速为每分钟480转，最高转速为每分钟1910转，定子及电枢绕组的绝缘等级分别为F级和H级，单台电机重量为3600公斤。此外，TE136型机车并设有具备全功率自负荷试验功能的电阻制动装置，在电阻制动工况时牵引电动机变为他励直流发电机工作，并与制动电阻相联。

### 转向架
走行部采用两台四轴转向架，每台四轴转向架均以两台二轴转向架为基础。为了改善机车的粘着性能、减小接触应力，TE136型机车采用了1250毫米的大直径车轮。转向架采用下纵向牵引梁式结构，两台二轴转向架的牵引中心销下部与下纵向牵引梁相连，两台二轴转向架之间设有两个长颈中心销，与前后纵向牵引梁相连并传递牵引力或制动力。二轴转向架的一系悬挂装置采用螺旋弹簧及橡胶垫的独立悬挂结构，而二系悬挂装置为螺旋圆弹簧旁承和滚珠复合旁承，车体全部重量通过二系弹簧旁承由四台二轴转向架支承，车体与转向架之间还设有垂向油压减震器。
机车采用了与2TE121型机车相同的电机空心轴式牵引电动机全悬挂弹性驱动装置，从而可以减轻簧下重量，降低轮轨动力作用，还能够提高机车粘着重量利用率。牵引电动机全部重量悬挂在转向架构架上，牵引电动机的扭矩通过中空电枢轴上的齿轮联轴器，再经过连杆及橡胶绳膜片式联轴节，传递给齿轮减速箱，由主动齿轮传给从动齿轮，从而驱动轮对，齿轮联轴器及橡胶联轴节使整个传动装置在机车运行过程中都能和转向架构架作相对各向运动，齿轮减速箱的牵引传动齿轮比为22：95。

## 参看
- TEP75型柴油机车
- TEP80型柴油机车
- 2TE121型柴油机车
- 2TE126型柴油机车
- 4TE130型柴油机车